# Scorpiops grosseri
Espèce
Scorpiops grosseri est une espèce de scorpions de la famille des Scorpiopidae.

## Distribution
Cette espèce est endémique d'Himachal Pradesh en Inde. Elle se rencontre vers Narkanda à 2 646 m d'altitude.

## Description
La femelle holotype mesure 58,57 mm.

## Étymologie
Cette espèce est nommée en l'honneur de Walter Grosser.

## Publication originale
- Kovařík, 2020 : Nine new species of Scorpiops Peters, 1861 (Scorpiones: Scorpiopidae) from China, India, Nepal, and Pakistan. Euscorpius, no 302, p. 1-43 (texte intégral).